# Альфа (буква)
Α, α (название: а́льфа, греч. άλφα, др.-греч. ἄλφα) — первая буква греческого алфавита. В системе греческой алфавитной записи чисел имеет числовое значение 1. Происходит от финикийской буквы 𐤀 — алеф, которая в переводе означает «бык» и своим начертанием изображает голову быка. От буквы альфа произошли латинская буква A и кириллическая А.

## Использование
В греческом языке альфа передаёт звук [a].
Прописная буква альфа не используется как символ, потому что она пишется так же, как и заглавная латинская буква A.
Строчная буква {\displaystyle \alpha } используется как символ для обозначения:
- плоских углов (вместе с другими греческими буквами);
- углового ускорения и коэффициента теплоотдачи в физике;
- альфа-частицы, альфа-излучения и альфа-распада в физике, а также для обозначения постоянной тонкой структуры;
- коэффициента поглощения в физике;
- альфа-ритма, одного из ритмов, регистрируемых с помощью электроэнцефалограммы.
- В астрономии:
  - ярчайшей звезды созвездия (например, альфа Центавра);
  - прямого восхождения, RA — одной из небесных координат;
- в лямбда-исчислении — {\displaystyle \alpha }-конверсия;
- коволюма пороховых газов во внутренней баллистике;
- бесконечно малой функции/последовательности в математическом анализе.

## Омоглифы
Геометрически строчная буква {\displaystyle \alpha } является взаимно перпендикулярным омоглифом буквы «Ра», сороковой буквы алфавита каннада  → .